# Coppa Placci
La Coppa Placci fue una carrera ciclista italiana de un día que se disputaba en la región de Imola y sus alrededores como San Marino, en el mes de septiembre. Debe su nombre a Antonio Placci, ciclista italiano nacido en Imola y muerto en 1921.
Creada en 1923, ha tenido muchos periodos en los que no se ha disputado: entre 1929 y 1945 y entre 1954 y 1961. Desde la creación de los Circuitos Continentales UCI en 2005 formó parte del UCI Europe Tour, encuadrada en la categoría 1.HC (anteriormente fue 1.1). La última edición profesional en el 2009 fue válido como el Campeonato de Italia en Ruta. La edición del 2010 fue para amateurs. En 2011 hubo un intento de recuperarla para profesionales, en la categoría 1.1, aunque finalmente no se disputó fusionándose finalmente con el Giro de la Romagna renombrándose esa carrera por Giro della Romagna-Coppa Placci.

## Palmarés
| Año                                   | Ganador                    | Segundo               | Tercero                  |
| ------------------------------------- | -------------------------- | --------------------- | ------------------------ |
| 1923                                  | Enea Dal Fiume             | Gianluca Randazzo     | Antonio Montevecchi      |
| 1924                                  | Emilio Petiva              | Enea Dal Fiume        | Antonio Candici          |
| 1925                                  | Emilio Petiva              | Domenico Piemontesi   | Battista Gilli           |
| 1926                                  | Ermanno Vallazza           | Enea Dal Fiume        | Mario Pomposi            |
| 1927                                  | Aleardo Simoni             | Aristide Cavallini    | Giuseppe Pancera         |
| 1928                                  | Pietro Fossati             | Allegro Grandi        | Adolfo Martelli          |
| 1929-1945 ediciones no realizadas     |                            |                       |                          |
| 1946                                  | Nedo Logli                 | Ezio Cecchi           | Pietro Ferrari           |
| 1947 edición no realizada             |                            |                       |                          |
| 1948                                  | Luigi Casola               | Italo De Zan          | Ubaldo Pugnaloni         |
| 1949                                  | Renzo Soldani              | Virgilio Salimbeni    | Danilo Barozzi           |
| 1950                                  | Giacomo Zampieri           | Leo Castellucci       | Andrea Carrea            |
| 1951-1952 ediciones no realizadas     |                            |                       |                          |
| 1953                                  | Luciano Maggini            | Danilo Barozzi        | Pasquale Fornara         |
| 1954-1961 ediciones no realizadas     |                            |                       |                          |
| 1962                                  | Franco Cribiori            | Alcide Cerato         | Vendramino Bariviera     |
| 1963                                  | Ercole Baldini             | Graziano Battistini   | Alcide Cerato            |
| 1964                                  | Guido De Rosso             | Adriano Durante       | Bruno Fantinato          |
| 1965                                  | Michele Dancelli           | Italo Zilioli         | Adriano Passuello        |
| 1966                                  | Felice Gimondi             | Aldo Pifferi          | Italo Zilioli            |
| 1967                                  | Luciano Armani             | Michele Dancelli      | Adriano Durante          |
| 1968 edición cancelada por mal tiempo |                            |                       |                          |
| 1969                                  | Roberto Ballini            | Roger Kindt           | Gianfranco Bianchin      |
| 1970                                  | Ugo Colombo                | Giacinto Santambrogio | Franco Bitossi           |
| 1971                                  | Ugo Colombo                | Tomas Pettersson      | Giancarlo Polidori       |
| 1972                                  | Roger de Vlaeminck         | Marcello Bergamo      | Davide Boifava           |
| 1973                                  | Italo Zilioli              | Fabrizio Fabbri       | Enrico Maggioni          |
| 1974                                  | Roger de Vlaeminck         | Francesco Moser       | Eddy Merckx              |
| 1975                                  | Francesco Moser            | Franco Bitossi        | Felice Gimondi           |
| 1976                                  | Fausto Bertoglio           | Francesco Moser       | Pierino Gavazzi          |
| 1977                                  | Marino Basso               | Giuseppe Saronni      | Pierino Gavazzi          |
| 1978                                  | Gianbattista Baronchelli   | Roberto Ceruti        | Carmelo Barone           |
| 1979                                  | Giovanni Battaglin         | Stefano D'Arcangelo   | Bernt Johansson          |
| 1980                                  | Giovanni Battaglin         | Wladimiro Panizza     | Silvano Contini          |
| 1981                                  | Alfio Vandi                | Palmiro Masciarelli   | Marino Amadori           |
| 1982                                  | Alfredo Chinetti           | Bruno Leali           | Emanuele Bombini         |
| 1983                                  | Marino Amadori             | Davide Cassani        | Alfio Vandi              |
| 1984                                  | Acácio da Silva            | Vittorio Algeri       | Franco Chioccioli        |
| 1985                                  | Silvano Contini            | Bruno Leali           | Tullio Cortinovis        |
| 1986                                  | Guido Bontempi             | Bruno Leali           | Gianbattista Baronchelli |
| 1987                                  | Massimo Ghirotto           | Pierino Gavazzi       | Gianni Bugno             |
| 1988                                  | Pierino Gavazzi            | Giuseppe Saronni      | Maurizio Fondriest       |
| 1989                                  | Claudio Chiappucci         | Franco Ballerini      | Camillo Passera          |
| 1990                                  | Mauro Gianetti             | Bruno Cenghialta      | Maurizio Piovani         |
| 1991                                  | Laurent Dufaux             | Ivan Gotti            | Éric Caritoux            |
| 1992                                  | Johan Bruyneel             | Claudio Chiappucci    | Davide Cassani           |
| 1993                                  | Maximilian Sciandri        | Giorgio Furlan        | Piotr Ugriúmov           |
| 1994                                  | Angelo Lecchi              | Francesco Casagrande  | Giorgio Furlan           |
| 1995                                  | Francesco Casagrande       | Davide Cassani        | Massimo Donati           |
| 1996                                  | Andrea Tafi                | Luc Leblanc           | Richard Virenque         |
| 1997                                  | Beat Zberg                 | Mirko Celestino       | Alessandro Baronti       |
| 1998                                  | Mauro Zanetti              | Mirko Celestino       | Massimo Donati           |
| 1999                                  | Mirko Celestino            | Sergio Barbero        | Francesco Casagrande     |
| 2000                                  | Francesco Casagrande       | Davide Rebellin       | Michele Bartoli          |
| 2001                                  | Paolo Bettini              | Gianni Faresin        | Eddy Mazzoleni           |
| 2002                                  | Matteo Tosatto             | Gianluca Bortolami    | Davide Rebellin          |
| 2003                                  | Danilo Di Luca             | Davide Rebellin       | Oscar Camenzind          |
| 2004                                  | Leonardo Bertagnolli       | Davide Rebellin       | Filippo Simeoni          |
| 2005                                  | Paolo Valoti               | Kim Kirchen           | Mijailo Jalilov          |
| 2006                                  | Rinaldo Nocentini          | Emanuele Sella        | Raffaele Ferrara         |
| 2007                                  | Alessandro Bertolini       | Andrei Kunitski       | Volodymyr Zagorodny      |
| 2008                                  | Luca Paolini               | Enrico Gasparotto     | Mauro Finetto            |
| 2009                                  | Filippo Pozzato            | Damiano Cunego        | Luca Paolini             |
| 2010                                  | Francesco Manuel Bongiorno | Moreno Moser          | Gianluca Randazzo        |

Nota: Las edición 2009 fue también usada como prueba del Campeonato de Italia de Ciclismo en Ruta de ese año

## Palmarés por países
| País       | Victorias |
| ---------- | --------- |
| Italia     | 52        |
| Bélgica    | 3         |
| Suiza      | 3         |
| Portugal   | 1         |
| Suspendida | 1         |